# Вендельський період

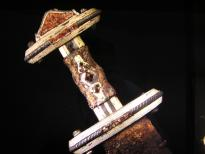
Меч вендельського періоду з Valsgärde

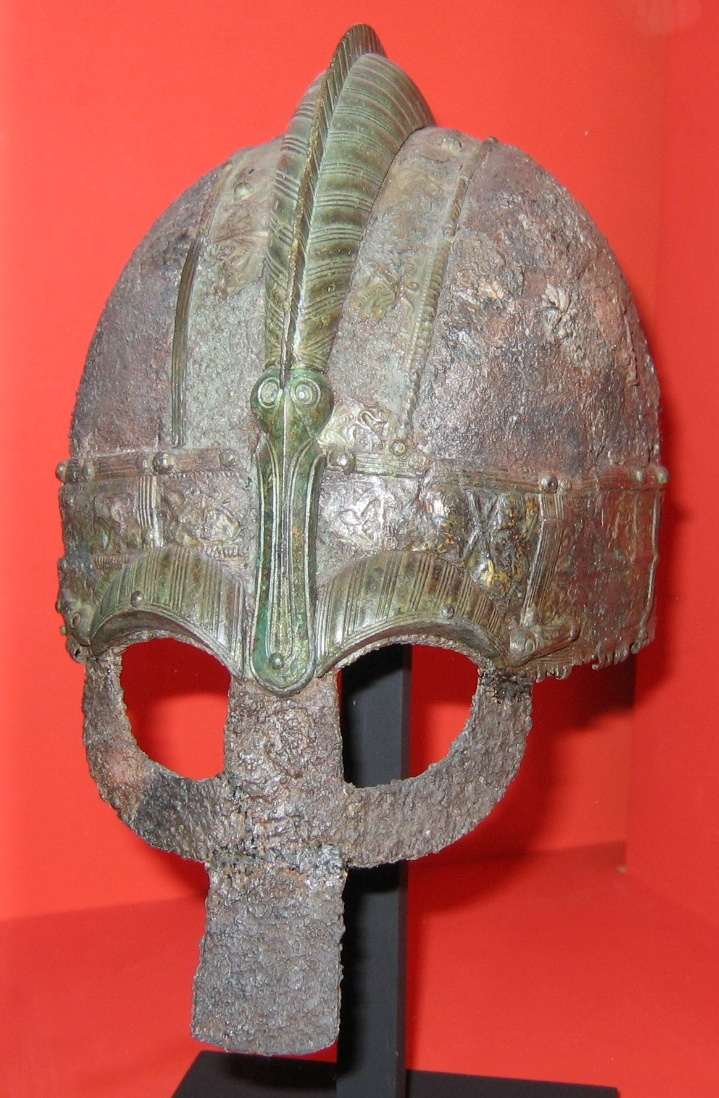
Шолом вендельського періоду. Шведський музей національних старожитностей.

Вендельський період в історії Швеції (550—793) — завершальний період  германської залізної доби (або, в цілому, епохи великого переселення народів).

## Опис
У Скандинавії все ще зберігалася традиційна патріархальна структура германського  суспільства. Центром релігійного й політичного життя була, ймовірно, Стара Уппсала в Уппланді (центрально-східна частина Швеції), де знаходилися священні гаї і Королівські кургани.
Підтримувалися активні контакти з Центральною Європою. Скандинави продовжували експортувати хутро і рабів. Натомість вони купували предмети мистецтва і нові технології, такі, як стремена.
Знахідки в Венделі  показують, що Уппланд в той час був важливою територією, яка відповідала Королівству свеїв, описаному в сагах. Частково багатство королівства було досягнуто за рахунок контролю над районами гірського видобутку і виробництвом заліза. Свейські королі мали озброєні дорогою зброєю війська, в тому числі кінноту. Археологами виявлені гробниці кінних вояків, що відносяться до того часу, в які були вкладені стремена, прикраси для сідел з позолоченої бронзи з інкрустацією.
Коні згадуються в працях готського історика VI ст. Йордана, котрий писав, що у свеїв були кращі коні, якщо не вважати тюрингів. Ці воїни також згадуються в більш пізніх сагах, де король Адільс завжди описується, що воював верхом як проти Онели, так і Хрольфа Кряки). Сноррі Стурлусон писав, що у Адильса були кращі коні свого часу.
Популярністю користувалися ігри, як свідчать знахідки тавлів, в тому числі пішаків і гральних кубиків.

## Міжнародні контакти
Протягом даного періоду було засновано також ряд торгових станцій, особливо в Балтії, наприклад Зеєбург, теперішній «Гробіня» в Латвії. Ці колонії передбачали торговельні подорожі вікінгів на сході і були передумовою для них.
Прикладом міжнародних контактів на заході є чудова могила в човні в Саттон Гу на східному узбережжі Англії. Вона демонструє велику схожість з траншеями човна в Mälardalen, і зброя мертвого воїна, що вироблялась в Швеції. Під час епохи вікінгів германська орнаментація тварин розвивалася в скандинавських країнах, що є, мабуть, найбільш вишуканою з доісторичних форм мистецтва.

## Галерея з археологічними знахідками

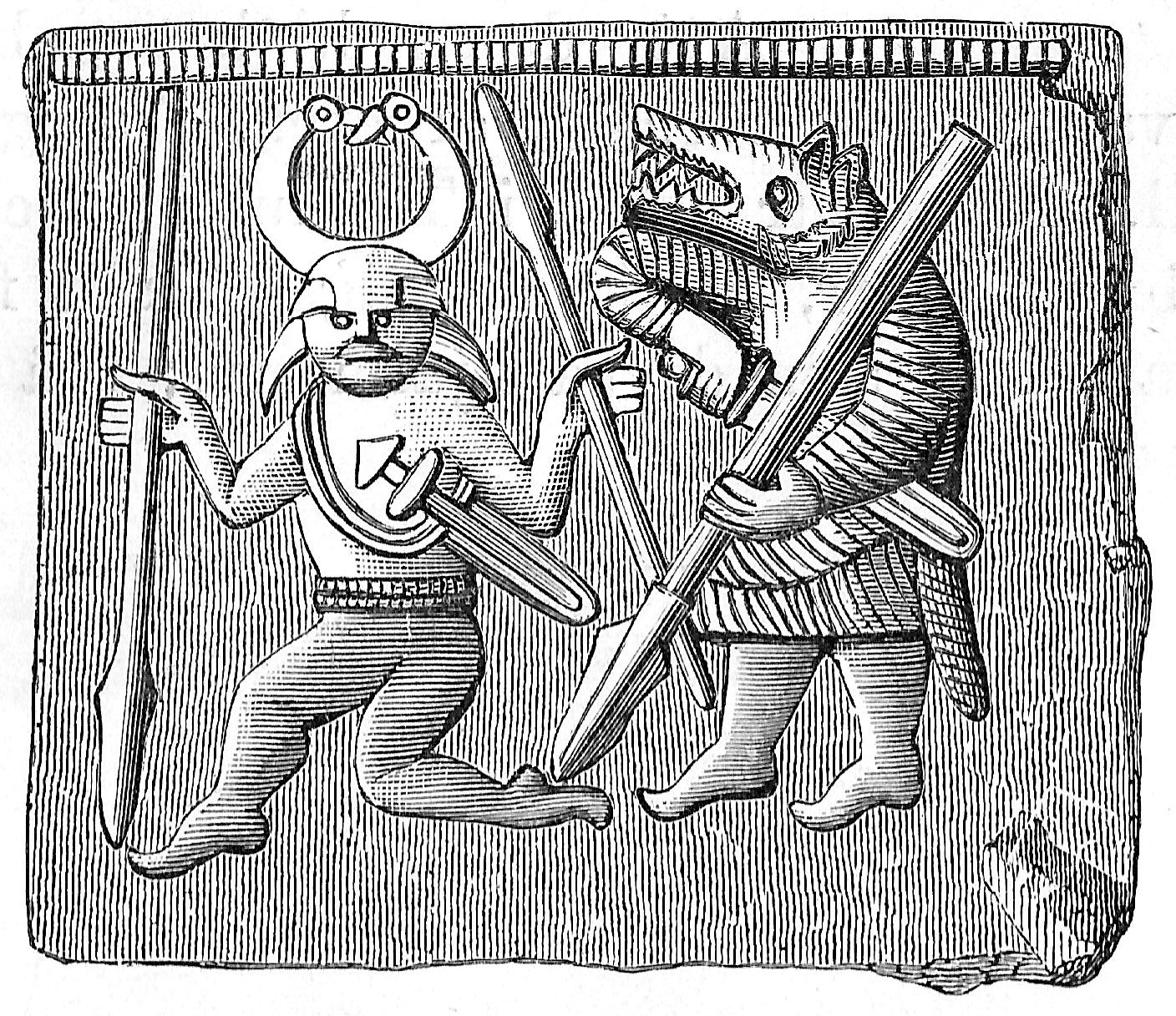
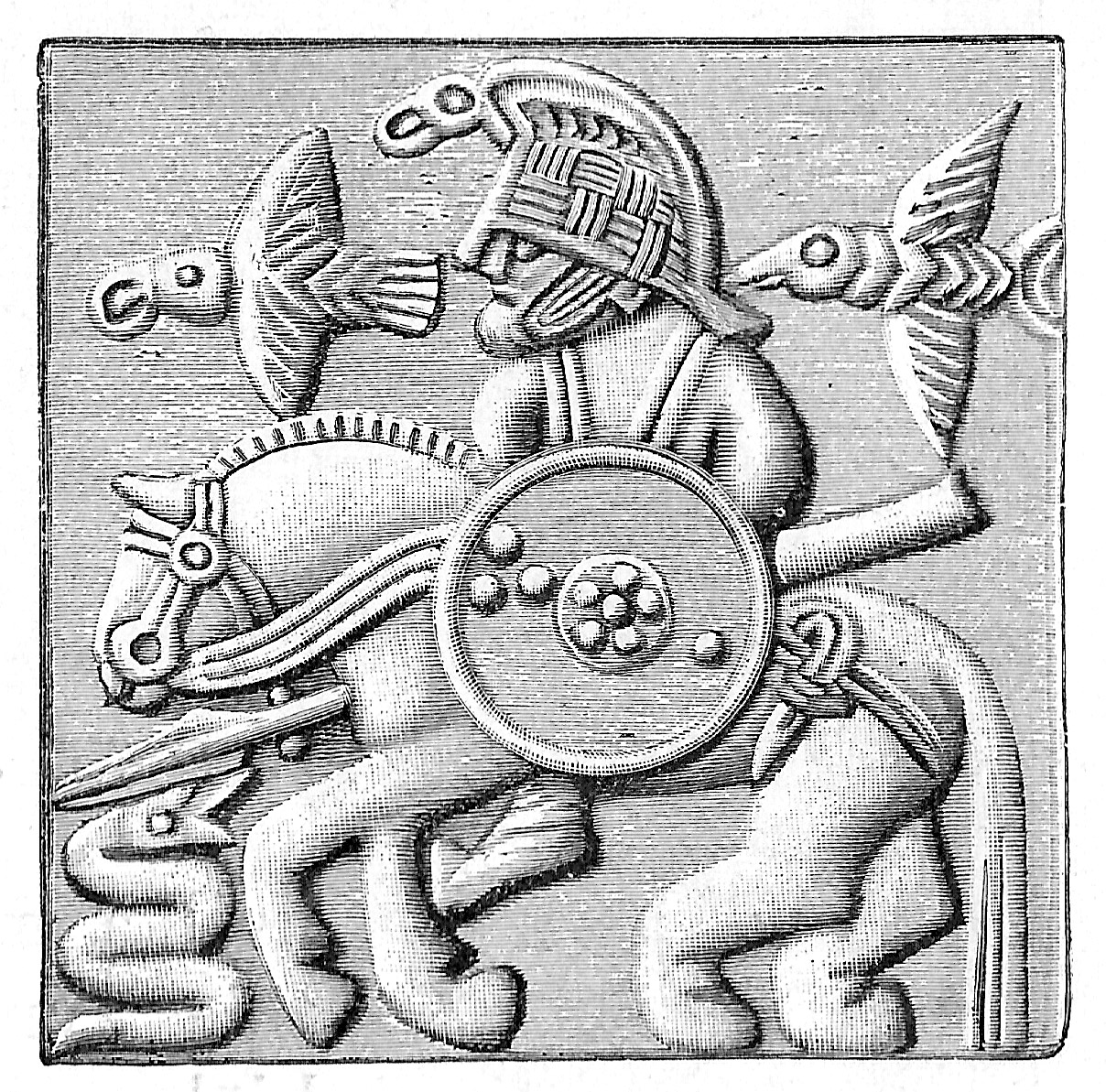
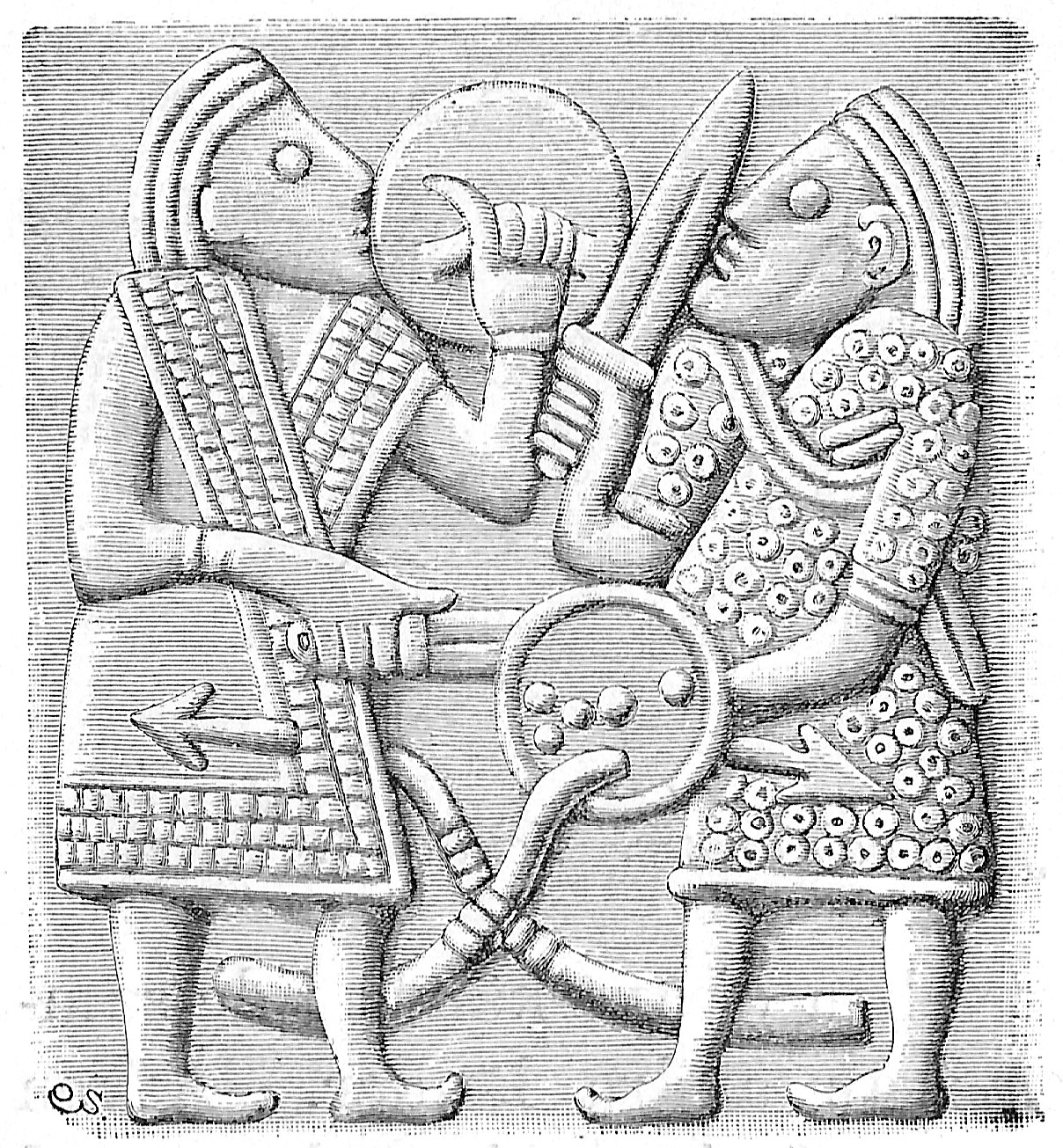
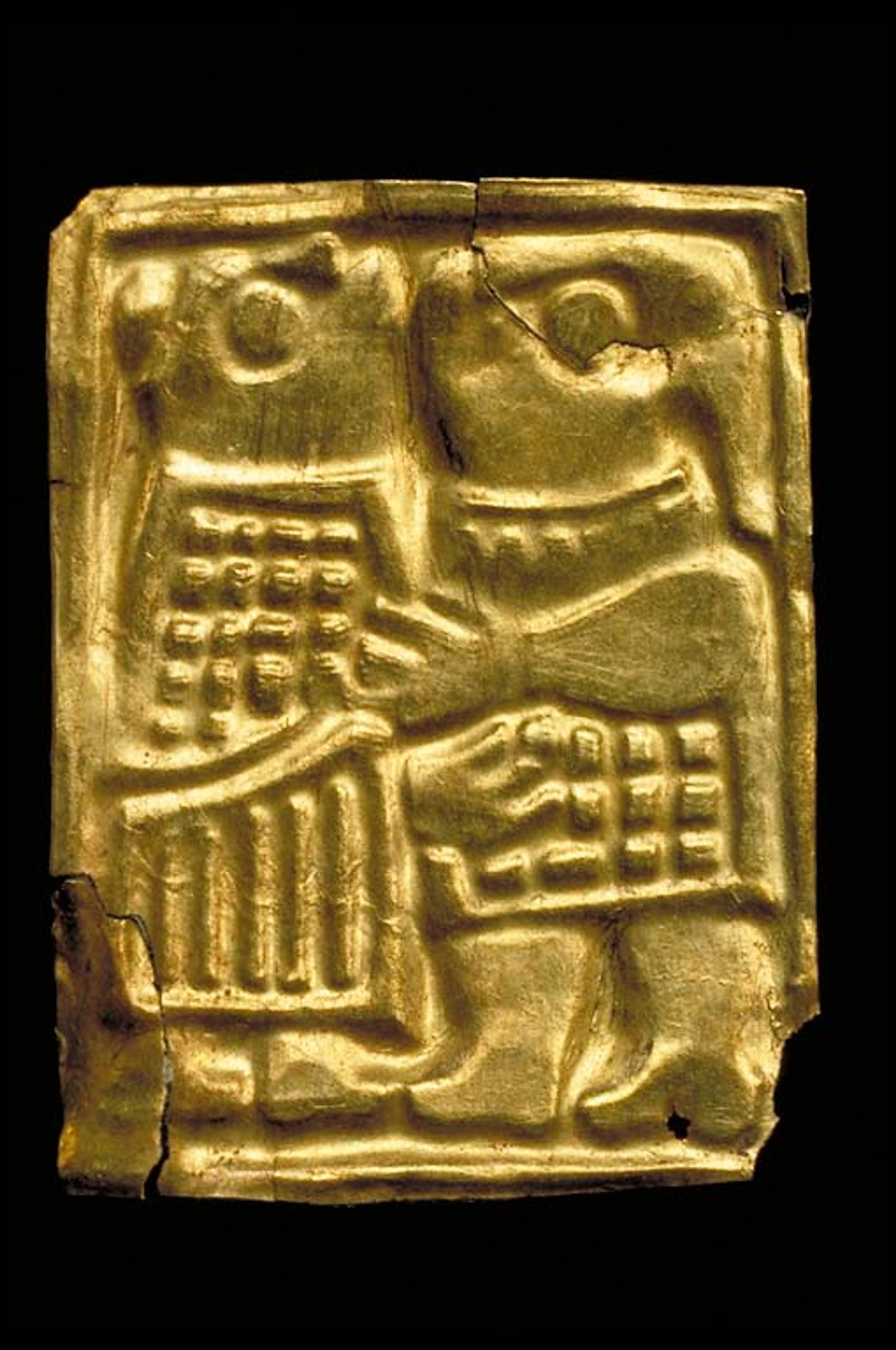